# ابرهای تابستانی
ابرهای تابستانی (به ژاپنی: 鰯雲, Iwashigumo) (به انگلیسی: Summer Clouds یا Herringbone Clouds) فیلمی ژاپنی در ژانر درام به کارگردانی میکیو ناروسه است که در سال ۱۹۵۸ منتشر شد. این فیلم با بازی چیکاگه آواشیما، ایسائو کیمورا و یوکو تسوکاسا اولین فیلم رنگی میکیو ناروسه می‌باشد و با استفاده از قاب‌های عریض ضبط شده‌است.

## خلاصه داستان
یک بیوه‌ی جنگ با پسر و مادرشوهرش مزرعه‌ای را مدیریت می‌کند. هنگامی که یک خبرنگار برای مصاحبه با او می‌آید، رابطه‌ای میان آن دو آغاز می‌شود. پس از مدتی، معلوم می‌شود که خبرنگار متاهل بوده و همسرش را ترک نمی‌کند. از طرفی، برادر بزرگتر در مواجهه با تهدید مصادره زمین و تمایل فرزندانش برای دستیابی به مشاغل شهری راحت به جای کار کمرشکن در شالیزارهای تحت سرپرستی والدین، تصمیم دارد که برای ازدواج آن‌ها تدارک ببیند و مزرعه‌ی خود را از طریق ازدواج سودمند گسترش دهد...